# 熊の手
熊の手のひら（くまのてのひら、中: 熊掌、熊蹯）は、中国の珍貴な伝統食材。
熊掌は、龍肝、鳳髄、豹胎、鯉（鯪鯉、穿山甲）尾、猩唇（麋鹿（シフゾウ）の頬）、鴞（ミミズク）炙、酥酪蝉とともに「周の八珍」と称された。
伝統的に中国東北部の白頭山地域、特に吉林東部産が多い。ツキノワグマやヒグマの手足が多く、左手（左前足）が最上級とされる。

## 調理
熊掌料理は仕上げに10日間ほどを要する手間のかかる料理である。
温水でよく洗った熊掌を熱湯で湯がき、表皮を取り除いたあと三昼夜流水の下にさらしておく。これを酒に醋（酢）を加えた液で少なくとも五昼夜間断なく蒸熱する。完全に臭みが取れて柔らかくなったところで骨を抜き、薄く切って、鷄汁に酒、酢、薑（はじかみ）、蒜（にんにく）を加えた煮汁で数時間煮燗して最後に塩などで味をととのえる。

## 歴史
中国では非常に古くから珍貴なものとして熊の手が食されてきた。『孟子』曰く、
楚の成王は熊の手を好み、反乱を起こしたわが子の商臣（穆王）に対して熊掌を食べて死にたいと願ったが拒まれたという。
前漢の枚乗の『七発」には「熊蹯之臑、勺藥之醬。」とあるほか、曹植の『名都篇』には「膾鯉臇胎鰕、寒鱉炙熊蹯。」とある。
南宋の陸游の『東窓偶書』の詩には「萬事何曾有速淹、熊蹯魚腹自難兼。」とある。
清の趙翼の『食田鶏戯作』の詩には「由来雋味在翹肖、何用猩唇貛炙熊蹯胹。」とある。
近年中国で食用の熊の手は入手困難であり、その調理方法が失われつつあるが、一方で密猟や熊の手の密輸は現在も深刻な問題である。